# Arc costal
L'arc costal est le bord inférieur de la cage thoracique.

## Structure
L'arc costal est formé par les cartilages costaux de la septième à la dixième côte. Il s'attache au corps du sternum et au processus xiphoïde.
Il donne insertion au diaphragme.
L'angle formé par les cartilages gauche et droit au niveau du processus xiphoïde est l'angle infrasternal

## Anatomie fonctionnelle
L'arc costal protège les organes abdominaux supérieurs : foie, rate.

## Aspect clinique
Le foie et la rate peuvent être palpés sous l'arc costal.
L'arc costal peut être le site d'une douleur spécifique comme dans le syndrome de Tietze.
L'arc costal peut être utilisé pour le prélèvement de tissus cartilagineux destinés à être utilisés ailleurs dans le corps.

### Signe d'Hoover
Le signe d'Hoover traduit une diminution du diamètre de l'ouverture inférieure du thorax lors de l'inspiration au lieu de son augmentation : cette fermeture de l'angle infrasternal indique une bronchopneumopathie chronique obstructive.